# Falcon Automobilwerke
Die Falcon Automobilwerke GmbH war ein deutscher Automobilhersteller.

## Unternehmensgeschichte
Das Unternehmen hatte seinen Sitz zunächst in Sontheim. Ende 1921 wurde der Betrieb erweitert und nach Ober-Ramstadt verlegt, wo die Serienproduktion 1922 einsetzte. Bis 1926 wurden Automobile der Mittelklasse gefertigt. 1924 kam es zu einer Änderung im Aufsichtsrat, dem nun die folgenden Personen angehörten: August W. Riebe, Heinz Tannen, Oscar Schwarz, Hans Wichert, Max Kronheimer, Martin Streffer, Dr. Nolden, Julius Levi und Richard Seligmann. 1925 schieden Riebe und Tannen bereits wieder aus.
Höhepunkt der Produktion waren offenbar die Jahre 1922 und 1923. 1924 erschien als erstes am Fließband gefertigtes Auto der Opel 4 PS „Laubfrosch“, der zwar kleiner, aber auch erheblich billiger war. Gleichzeitig wurde mit Einführung der Rentenmark Ende 1923 die Hyperinflation (und damit die Flucht in Sachwerte) gestoppt. Beides führte zu einem erheblichen Produktionsrückgang, 1925 und 1926 wurden kaum noch Autos gebaut. Für die Produktionsumstellung auf das neue Modell T VI scheint kein Geld mehr vorhanden gewesen sein: Eine Auswertung von Zulassungslisten der Jahre 1927 bis 1929 im hessischen Raum ergab rund 30 Fahrzeuge der Firma Falcon, darunter aber nur solche vom Typ S6 und keinen einzigen T VI. Im Jahr 1926 wurde das Werk daher an die Röhr Auto AG verkauft, die 1927 mit der Produktion ihrer eigenen Modelle begann.
Zu den gebauten Stückzahlen gibt es keinerlei Werksunterlagen mehr. Schätzungen reichen von 200 bis etwa 600 Stück. Die Auswertung von Zulassungslisten für den Bereich Hessen für die Jahre 1927 bis 1929 ergibt ca. 30 zugelassene Falcon mit den Chassisnummern 651 bis 891. Hieraus lässt sich eine Gesamtproduktion von 250 bis 300 Fahrzeugen schätzen.

## Fahrzeuge
Im Sommer 1921 erschien das Modell CA6, auch 6/20 PS genannt, mit Vierzylinder-Reihenmotor, das als sehr solide, aber auch als etwas träge galt. Die Serienproduktion dieses Wagens begann allerdings erst nach Umzug der Firma nach Oberramstadt im Jahre 1922. Der Motor hatte bei einer Bohrung von 65 und einem Hub von 110 mm einen Hubraum von 1460 cm³ und leistete 20 PS, was eine Höchstgeschwindigkeit von 75 km/h ermöglichte. Der offene Tourenwagen hatte einen modischen Spitzkühler. Der Radstand betrug 280 cm und das Leergewicht 700 – 800 kg. Ab 1924 wurde die Bohrung auf 67,4 mm vergrößert, der Hubraum wuchs damit auf 1570 cm³, der Motor leistete jetzt 22 PS.
Ab 1923 wurde auch ein Sechszylinder-Modell mit der Typenbezeichnung CA8 (oder 8/40 PS) angeboten. Der Motor hatte 67,5 mm Bohrung und 100 mm Hub, woraus sich ein Hubraum von 2140 cm³ errechnet, und leistete 40 PS, ausreichend für eine Höchstgeschwindigkeit von 100 km/h. Der Radstand betrug jetzt 3,00 m. Dieser Typ wurde von 1923 bis 1925 angeboten, es wurden aber offenbar nur sehr wenige Fahrzeuge dieses Typs gebaut.
Ende des Jahres 1924 wurde als Nachfolger des Falcon S6 das Modell T VI (auch 6/30 PS genannt) vorgestellt. Der Vierzylindermotor mit 1496 cm³ Hubraum mit 69 mm Bohrung und 100 mm Hub leistete zwischen 30 und 35 PS, in der Sportausführung 40 bis 45 PS. Der Radstand maß wahlweise 280, 300 oder 320 cm. Die Wagen wogen je nach Ausführung etwa 875 bis 1000 kg. Erwähnt wird eine mechanische Vierradbremse von Perrot.